# Лас-Планас-д'Устолас
Лас-Планас-д'Устолас — село та муніципалітет в Іспанії, у складі автономної спільноти Каталонія, провінції Жирона. Муніципалітет займає площу 37,51 км2, а населення в 2014 році становило 1694 особи. 
З 1900 року Les Planes d'Hostoles був з'єднаний із Жироною вузькоколійною залізницею Олот–Жирона, яку було продовжено до Сан-Феліу-де-Паллерольс у 1902 році та Улот у 1911 році. Лінія закрита в 1969 році і з тих пір була перетворена на зелену дорогу.

## Знатні жителі
- Франсеск Арнау (1975–2021), футболіст
- Карла Сімон (1986-), кінорежисер